# Oliver St. John Gogarty

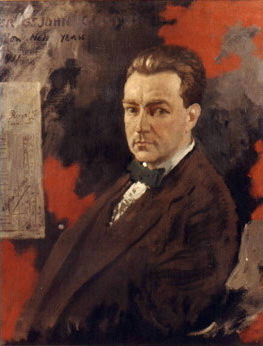
Oliver St. John Gogarty Retrato de William Orpen de 1911

Oliver Joseph St John Gogarty (Dublín, Reino Unido, 17 de agosto de 1878 - Nueva York, EE. UU., 22 de septiembre de 1957) fue un médico otorrino y cirujano irlandés, conocido también por su carrera literaria como narrador y poeta. Fue gran humorista y jugó al fútbol en el club Bohemian F.C., pero es quizá más recordado por servir de inspiración a James Joyce, para el personaje de Buck Mulligan, en el arranque de su novela Ulises. 

## Vida y obra
Nació en Rutland Square, hijo de un rico médico. Asistió al colegio "Clongowes Wood College", y posteriormente al Trinity College de Dublín. 
Gogarty escribió versos y cuentos humorísticos y participó en el último periodo del Renacimiento céltico. Su poesía fue muy valorada por W. B. Yeats, quien incluyó más poemas suyos que de cualquier otro en su antología Oxford Book of English Verse. Gogarty fue importante figura en el mundillo literario dublinés; fue muy amigo de George William Russell y de Lord Dunsany.
Gogarty había mantenido una estrecha amistad con James Joyce, que finalizó cuando éste abandonó para siempre Irlanda; se dice que Gogarty afirmó que hubo un arma de por medio. Uno de sus más conocidos poemas jocosos, The Ballad of Japing Jesus, fue citado en el primer capítulo de Ulises como Ballad of Joking Jesus.
En 1924, Gogarty ganó la medalla de bronce en el "Art competitions at the Olympic Games" por su poema Ode to the Tailteann Games.
Su memoria As I Was Going Down Sackville Street (1937), fue denunciada por libelo. Henry Sinclair, un tío de Samuel Beckett, afirmó que Gogarty caracterizó a su abuelo, Morris Harris, como usurero. El proceso fue célebre en su tiempo, y un todavía desconocido Beckett acudió a prestar declaración, acabando él mismo difamado. Gogarty finalmente perdió el juicio.
Durante la Guerra Anglo-irlandesa, Gogarty prestó ayuda a varios fugitivos irlandeses, entre ellos a Linda Kearns. Gogarty sería figura política de importancia en los primeros años del Estado Libre Irlandés.

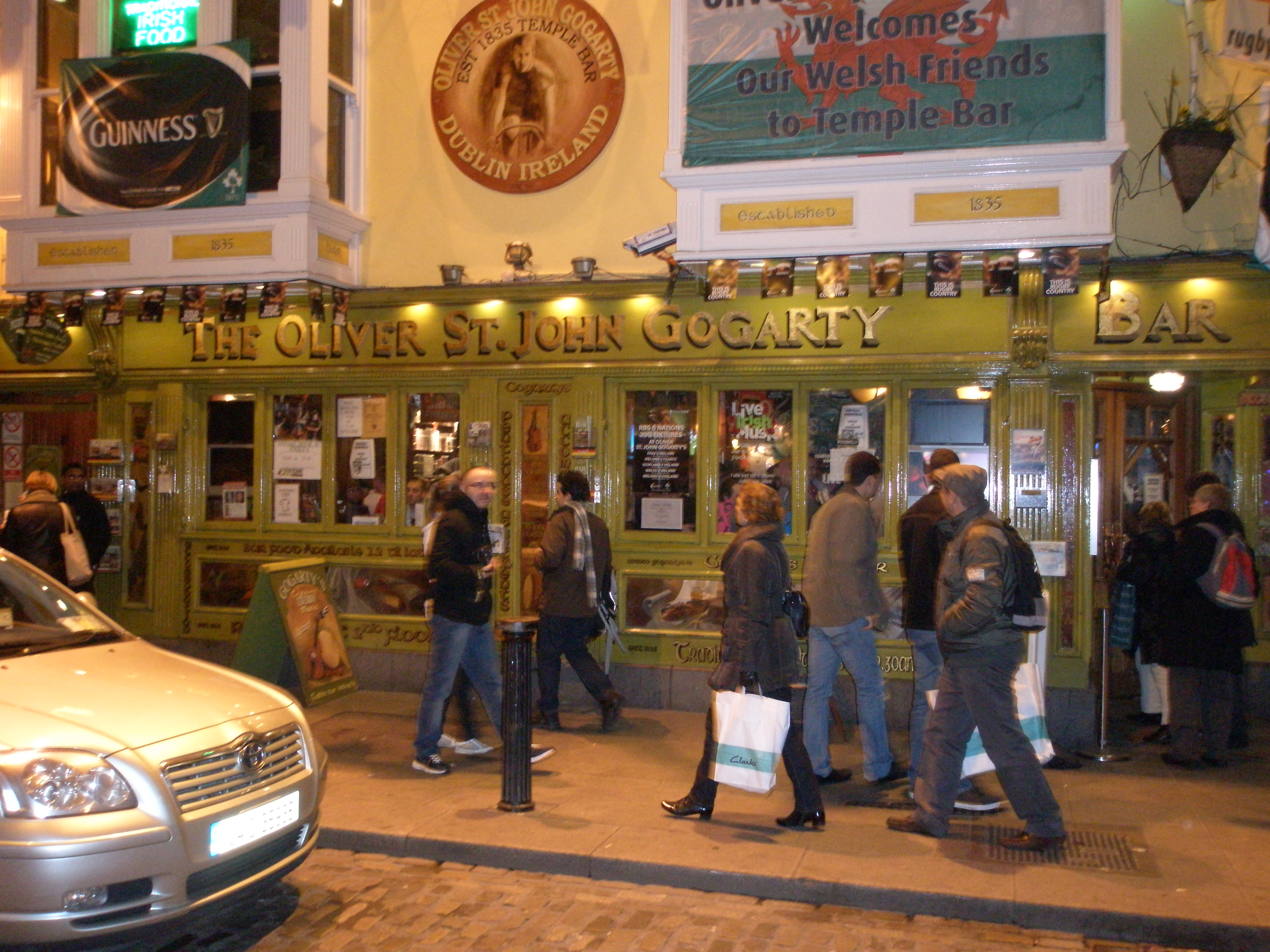
Pub "Oliver St. John Gogarty", en Temple Bar, Dublín.

Gogarty se trasladó a vivir a los Estados Unidos en el periodo final de su vida. Murió en Nueva York, a la edad de 79 años. Un pub en Temple Bar, Dublín, recibió su nombre.

## Biografía
- O'Connor, Ulick: Oliver St. John Gogarty (1963)

## Obras
- An Offering of Swans (1923)
- Wild Apples (1928)
- As I Was Going down Sackville Street (1937)
- Others to Adorn (1938)
- I Follow St Patrick (1938)
- Intimations (1950)
- It Isn't This Time of Year at All! (1954)
- Tumbling in the Hay
- Collected Poems (1954)
- A Week End in the Middle of the Week (1958)